# のぞむのぞみ
『のぞむのぞみ』は、長月みそかによる日本の漫画作品。少年画報社のアンソロジー集『チェンジH』と後身の『トランススイッチ』、および同社の雑誌『月刊ヤングキング』で連載されていた（掲載順は「チェンジH」→「月刊ヤングキング」→「トランススイッチ」）。一般向け作品ではあるが、軽度な性的描写がある。オールカラー。第一話のみタイトルが「r.b.i reveal the boys identity」だったが、第二話から「のぞむのぞみ」に改題。

## あらすじ
野球チーム、グリフォンズに所属する中学1年生、田尾のぞむはコールド負けした試合で罰ゲームとしてチアリーダーの格好をさせられたのをきっかけに女装癖に目覚めてしまう。しかし、父親の男らしく育って欲しいという期待を裏切れないことから、女装に対する興味を捨てようと決意をするのだが、ある日、何の前触れもなく女になってしまっていた。

## 登場人物
田尾望（のぞむ）
女装癖に目覚めてしまった中学1年生（終盤で2年に進級）。女装した姿を褒められた際に「本当に女の子だったら良かったのに」と考えたら、気が付くと女になっていた。女装して香苗と出かけた際にはいとこの「のぞみ」だと名乗った。性別が変わる前は中学1年生にしては大きめだった。
田尾香苗
のぞむとは一つ違いの妹である小学6年生（終盤で中学に進学）。ガサツな性格で、兄の女装癖に理解を示している一方、自分は兄の服を好んで着ている。終盤でのぞむと同様、唐突に男に変わってしまう。
当初は戸惑っていたが、のぞむが一年前から女の子になっていたと聞き、男になって1ヵ月して伸ばしていた髪を切ってのぞむと立場（とりあえずはプール授業など）を入れ換わることを提案するが、一学年上の授業にはついていけなくて困っていた。
井出由佳
のぞむが好意を抱いていた同級生で「オトコ女」だと呼ばれているのを気にしている。のぞみが実は女装したのぞむだと気付いてはいないが、のぞむの異変に対してはそれとなく違和感を抱いていたようである。
ヤス
のぞむの同級生でチームメイト。本名は正岡康徳。手を負傷していたので、のぞむが女装させられた試合には参加していなかったが、焼き増しして貰ったチアリーダーの格好をしたのぞむの写真を持っている。

## 書誌情報
- 長月みそか 『のぞむのぞみ』 少年画報社〈TSコミックス〉、全2巻
  1. 2012年11月19日発売[1]、ISBN 978-4-7859-3968-7
  2. 2014年5月31日発売[2]、ISBN 978-4-7859-5304-1